# 统筹粮
地方粮（居民地方粮食统筹供应）是指中国大陆在计划经济时代（1950年代至1993年），针对小城市、集镇居民（非农用人口）的基本口粮由地方政府计划和统筹的定量供应制度。
对应于中央政府实行的定量供应计划（国家粮）被称为“地方粮”。“地方粮”不属于官方术语，而是计划经济体制下，在粮食流通领域特别是基层单位使用频率极高的特定概念。其具体内容是地方政府统筹和计划，也被称为“统筹粮”。作为政府计划的一部分，统筹粮分为县级政府统筹和公社两种。由县统筹，被称为“县筹粮”；由公社统筹，被称为“社筹粮”。
- 地方统筹的粮食计划供应指标对应的粮食户口关系（粮食关系），只能在对应的统筹区内流动，即“县筹粮”的计划供应指标在县的辖域内有效，可以随人自由流动；“社筹粮”则适用于公社辖域，即不能流动。